# بورسيرة برزخية
بورسيرة برزخية (الاسم العلمي:Bursera isthmica) هي نوع من النباتات تتبع جنس البورسيرة من الفصيلة البخورية.